# Ле Їн
Ле Їн (1 січня 1977) — китайська плавчиня.
Чемпіонка світу з водних видів спорту 1994 року.
Переможниця Азійських ігор 1994 року.